# 隆兴镇 (陇南市)
隆兴镇，原为隆兴乡，是中华人民共和国甘肃省陇南市武都区下辖的一个乡镇级行政单位。2018年3月撤乡设镇。区划代码改为621202122。

## 行政区划
隆兴镇下辖以下地区：
苜蓿榃村、集昌坝村、符家湾村、王家坝村、叶家坝村、谈家坝村、倒流水村、木林沟村、杨家沟村、四方里村、八房坪村、前岭村、包峪寺村、化马坪村、化马湾里村、对河子村、蛇崖寺村、马家沟村和玉家村。